# Oirat
Els oirat (en plural oirats) són un dels pobles turcomongols que viuen al nord dels merkites, a l'oest del llac Baikal. El seu nom apareix transcrit també com a oyirat.
Són d'ètnia mongola (oirat vol dir en mongol 'els confederats'). En aquesta regió, apareix al segle viii la confederació dels tres kurikan (o quriqan) esmentats a les inscripcions de Kocho Tsaidam